# Maurice Schwob
Pour les articles homonymes, voir Schwob.
Pour les autres membres de la famille, voir Famille Schwob.
René Maurice Schwob, né le 7 mai 1859 à Strasbourg et mort le 31 mars 1928 à Nantes, est un éditeur français, fils ainé de George Schwob fondateur du journal nantais Le Phare de la Loire ; il est également le frère de Marcel Schwob et le père de Claude Cahun.

## Biographie
À Nantes, en 1877-78, Maurice Schwob est élève de Mathématiques spéciales au lycée de la ville et réussit le concours de l'École polytechnique, où il se trouve en même temps qu'Alfred Dreyfus. En 1892, étant précédemment administrateur du Phare, il succède à George Schwob à sa direction. Il dirige également l'« Imprimerie du Commerce » après la mort de François Salière en 1909 (raison sociale : Maurice Schwob et Fils). 
C'est un ami de l'avocat nantais Abel Durand, aux côtés de qui il agit pour favoriser le développement du port de Nantes.
Maurice Schwob donne au journal une tournure encore plus patriotique que son père ; il est l'auteur de plusieurs ouvrages qui montrent son attention à la menace allemande.

## L'affaire Dreyfus
Le journal condamne Dreyfus en 1894, comme tout le monde, et encore en 1896, quand Mathieu Dreyfus et Bernard Lazare commencent leur action en faveur d'Alfred Dreyfus. Marcel Schwob dénonce nettement les « intrigues » qu'il discerne en arrière-plan de cette action. 
L'attitude du Phare change légèrement en octobre 1897, après l'intervention du sénateur Scheurer-Kestner : la possibilité de l'innocence de Dreyfus est évoquée. 
À partir de là, Le Phare est le moins anti-dreyfusard des journaux de Nantes. Maurice Schwob prend parti ouvertement lorsqu'est décidée la révision du procès d'Albert Dreyfus. Pour rendre compte du procès de Rennes, il envoie son dessinateur Alexis de Broca et recrute Jules Grandjouan, dreyfusard notoire. Durant cette période de crise, il perd un certain nombre de lecteurs et est de nouveau l'objet de marques d'hostilité lors des manifestations nationalistes de janvier 1898.

## Évolution du journal
En 1901, les locaux de la rue Scribe sont abandonnés pour un immeuble de la place du Commerce ; la famille qui habitait rue du Calvaire au no 6, emménage dans le même immeuble (à l'emplacement actuellement occupé par le cinéma Gaumont).
Peu après, la pagination est augmentée et sont instituées des chroniques hebdomadaires régulières. En 1910, une chronique de rugby est tenue par un joueur du Stade nantais UC, Percy Bush (le rugby est alors le principal sport d'équipe). Un concours de vacances a lieu chaque été ; celui de 1914 est cependant interrompu après la huitième énigme.

## Radicalisme et action sociale
Hostile au socialisme, Maurice Schwob apparaît dès lors comme un tenant du radicalisme, avec un souci assez fort de la question sociale. En 1907, il s'implique à travers le Petit Phare dans le combat mené par les pêcheurs du lac de Grand-Lieu contre le hobereau local, le marquis de Juigné, qui impose des droits d'accès exorbitants. Cette question est d'ailleurs assez ancienne puisque dès 1881, des juristes de Nantes, dont René et Pierre Waldeck-Rousseau, et de Rennes avaient conclu à la non-légalité des pratiques du marquis. Ce combat se termine en 1907 par une victoire, avec la constitution d'une coopérative des pêcheurs, puis en 1908 d'une coopérative de consommation. 

## La Première Guerre mondiale
Au début du conflit, Maurice Schwob crée une édition anglaise, The Beacon, pour les soldats anglais alors présents dans la région. Il est interrompu le 10 octobre par les restrictions de papier ; le Petit Phare disparaît aussi, et Le Phare voit sa pagination très réduite. 
Le journal participe tout de même à la propagande de guerre. Maurice Schwob apparaît dans le palmarès des « Bourreurs de crâne » du Canard enchaîné, avec 521 voix (Gustave Hervé et Maurice Barrès en ont plus de 5 000 chacun).

## L'après-guerre

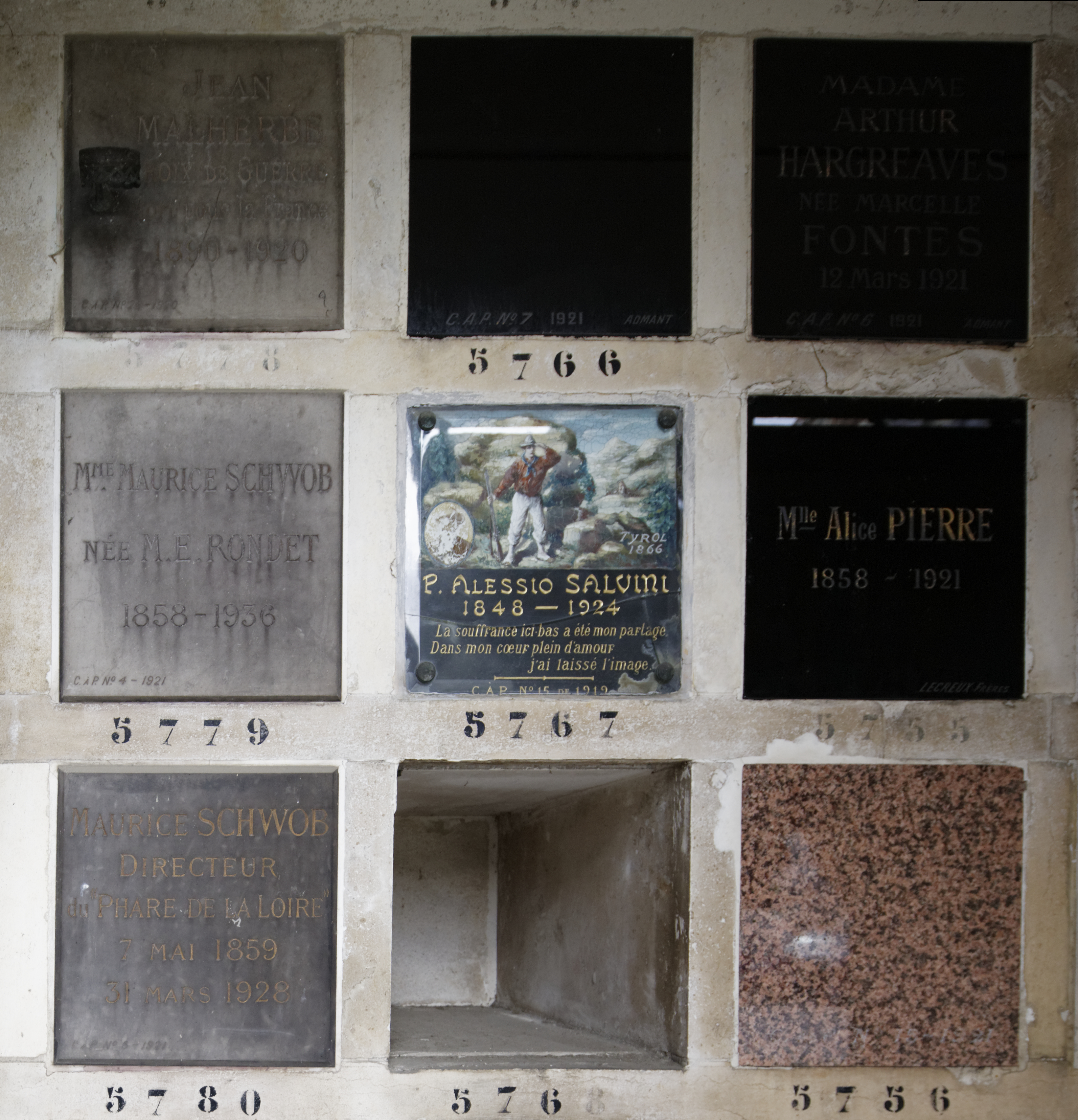
Tombe au cimetière du Père-Lachaise.

Maurice Schwob meurt en 1928 ; ne pouvant compter sur une succession familiale, il revend le journal avant sa mort à une personnalité locale, Francis Portais. Il est inhumé au columbarium du Père-Lachaise (case 5 779).

### Œuvres de Maurice Schwob
Littérature
- Bagatelles, Éditions Flammarion, Paris, 1910 (nouvelles)

Essais et recueils d'articles
- Le Danger allemand. Essai sur le développement industriel et commercial de l'Allemagne, Éditions Léon Chailley, Paris, 1896, réédition par les Éditions Flammarion, 1897
- La Loire navigable, Imprimerie du Commerce, Nantes, 1898 (communiqué à l'Association française pour l'avancement des sciences).
- La Guerre commerciale. Avant la bataille., Éditions Flammarion, Paris, 1904
- Pendant la bataille, Imprimerie du Commerce, Nantes (volumes regroupant ses articles de la période de la Première Guerre mondiale, du 27 juillet 1914 au 30 juin 1918[6].
- La Question de la Ruhr, Imprimerie du Commerce, Nantes, 1923 (texte d'une conférence)

### Famille
Il épouse d'abord Marie-Antoinette Courbebaisse (1865-après 1928), dont il a deux enfants : Georges (1888-1968), et Lucy, née en 1894. 
Le mariage de Maurice subit dès le départ l'hostilité de sa mère, Mathilde Cahun. Assez vite, apparaissent les problèmes de santé mentale de Marie-Antoinette, qui est hospitalisée à plusieurs reprises, puis, après un séjour au Pradet en 1911, est internée dans une clinique parisienne. Maurice Schwob obtient le divorce et se remarie en 1917 avec Marie Rondet, veuve depuis 1915, mère de Suzanne Malherbe, la meilleure amie de Lucy. 
Après la mort de Maurice, Marie-Antoinette Courbebaisse est sous la tutelle de Georges Schwob qui la fait sortir de clinique, peu avant sa mort.

### Hommages
- Square Maurice-Schwob à Nantes